# Hodag

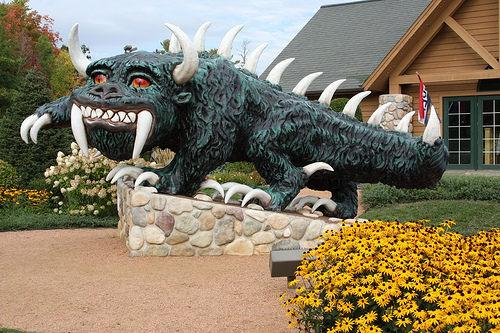
Hodag-Standbild in Rhinelander, Wisconsin

Der Hodag ist ein ausgedachtes Tier, das Teil der Folklore des amerikanischen Bundesstaates Wisconsin ist.

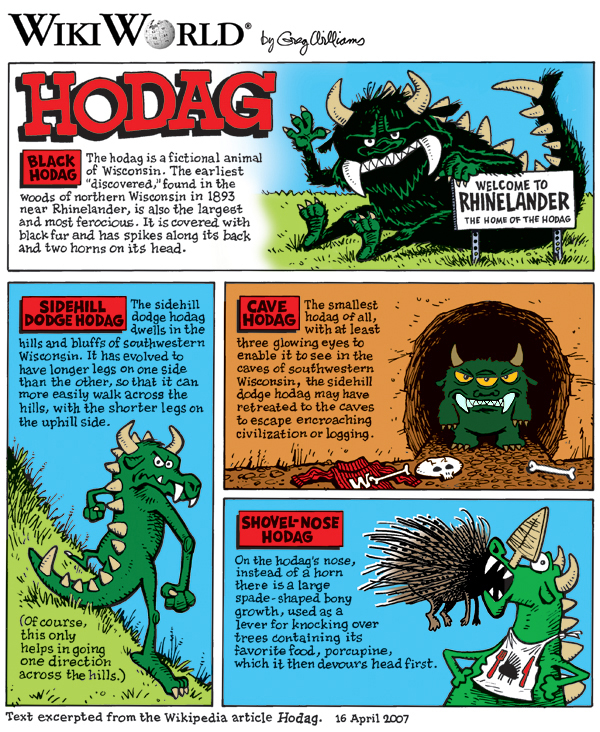
WikiWorld-Comic über den Hodag

## Überblick
Legenden über den Schwarzen Hodag wurden sich im frühen 19. Jahrhundert unter den Holzfällern in der Gegend erzählt. Diese berichten, dass der Hodag aus der Asche eines Ochsen auferstanden sei, in einigen Legenden war es der Ochse von Paul Bunyan, einem sagenumwobenen riesenhaften Holzfäller.
Der Ochse mit dem Namen Babe wurde verbrannt, um seine Seele von der vulgären, gotteslästerlichen Sprache, die die Holzfäller und auch sein Besitzer gebrauchten, reinzuwaschen.
Die Seele des Ochsen ging aus der Asche hervor und sonderte dabei einen fauligen Geruch ab; dabei entstand der Hodag: ein großes gehörntes grünäugiges Wesen mit Fangzähnen. 
Nachrichtenmeldungen aus der Zeit behaupten, der Hodag hätte "den Kopf eines Frosches, das grinsende Gesicht eines riesigen Elefanten, dicke kurze Beine an deren Enden mächtige Klauen säßen, den Rücken eines Dinosauriers und einen langen Schwanz ohne Speere am Ende". 
1896 gelangte Eugene Shepard zu Ruhm und verhalf der Legende zu neuer Bedeutung, als dieser behauptete, ein Exemplar des Hodags gefangen zu haben.
Der Hodag gehört zu den inoffiziellen Symbolen für die Region Rhinelander und Umland. Die offizielle Webseite der Stadt nennt Rhinelander "Heimat des Hodag". Der Hodag ist das Maskottchen der Rhinelander High School und verleiht seinen Namen und sein Bildnis dem Hodag Country Festival, einem jährlichen Festival der Country-Musik, die die größte Gemeindeveranstaltung von Rhinelander darstellt.

## Trivia
Der Hodag ist Monster in My Pocket Figur #92.